# رجال ضد الاغتصاب والتمييز
رجال ضد الاغتصاب والتمييز هي حملة اجتماعية لعام 2013 أطلقها المخرج السينمائي بوليوود والممثل (فرحان أختار). وقد استخدمت كلمة "MARD" (بالهندية: मर्द)‏ و(بالإنجليزية: Man)‏ في شكل قصير من اسم الحملة. تهدف الحملة إلى رفع الوعي الاجتماعي ضد الاغتصاب والتمييز ضد المرأة.
منذ إطلاقها، أصبحت الحملة موضوعًا للمناقشة في العديد من مواقع التواصل الاجتماعية وتلقى تعليقات إيجابية من ممثلين من بوليوود مثل شاروخان خان، بريانكا تشوبرا، آرجون رامبال، وهريثيك روشان.

## تاريخها
تم اختيار أخطر عقل رجل "MARD" بعد حادث في أغسطس 2012. (بالافي بوركايستا)، محامية مومباي، تم قتلها بوحشية من قبل حارسها للقتال من أجل كرامتها لأنه حاول الاعتداء عليها جنسياً. أطلق (اختار) حملته في مارس 2013.

### المبادرات
و في آذار / مارس 2013، أقام (أختار) في حفل موسيقي في «بنغالور» يرتدي تي شيرت عليه شعار MARD. كما حاول تعميم هذه الحملة باستخدام مواقع التواصل الاجتماعية. كانت التغريدات علي موقع تويتر التي نشرها (أختار) تحظى بشعبية كبيرة. وفي مقابلة معه، قال (أختار) إنه يريد حمل الحملة إلى المؤسسات التعليمية، مثل المدارس والكليات، «لإيصال الرسالة التي تحتاج المرأة إلى احترامها».
كما شهد (فرحان أختار)، الذي بدأ الحملة الاجتماعية، الترويج للقضية في الموسم السادس من الدوري الهندي الممتاز حيث قام بتوزيع 70000 شوارب بين الجمهور في 26 أبريل 2013 في جنة عدن، كولكاتا خلال مباراة «كولكاتا نايت رايدرز» ضد كينغز الحادي البنجاب في الدعم من المبادرة.
هذه المبادرة كانت مدعومة من قبل «آدم جيلكريست، غوتام غامبير، شان» والعديد من الآخرين الذين كانوا يرتدون الشارب في الملعب.
انضم الممثل (ماهيش بابو) و (كريكيت الكريكيت ساشين تيندولكار) إلى المبادرة في يونيو 2013. وأطلق كل من (ماهيش بابو) و (ساتشين تيندولكار) صوتهما لتسجيل قصيدة كتبها والد فرحان جاويد أختار.

## ردود الفعل
وبعد إطلاقها، أصبحت الحملة موضوعًا شائعًا على مواقع التواصل الاجتماعية المختلفة. بما في ذلك مواقع التواصل الاجتماعي مثل تويتر وفيس بوك تلقت المبادرة ردود فعل إيجابية ودعم من العديد من الممثلين في بوليوود، بما في ذلك شاروخ خان، بريانكا تشوبرا، ماهيش بابو، أرجون رامبال، هريثيك روشان، شهيد كابور، فيديا بالان والموسيقار - «موكيش الرسمية» إلخ.